# 2064
2064 (ММLXIV) e високосна година, започваща във вторник според григорианския календар. Тя е 2064-та година от новата ера, шестдесет и четвъртата от третото хилядолетие и петата от 2060-те.